# Karel Lanckoroński
Karel Antonín Leo Ludvík hrabě Lanckoroński-Brzezie (německy Karl Anton Leo Ludwig Graf von Lanckoroński-Brzezie, polsky Karol Antoni Leon hrabia Lanckoroński z Brzezia; 4. listopadu 1848 Vídeň – 15. července 1933 Vídeň) byl polský šlechtic, filantrop, cestovatel, archeolog, sběratel umění a spisovatel. Od mládí cestoval po Evropě a financoval několik archeologických expedic na Středním východě. Své poznatky z cest i výzkumů starověkých památek uplatnil jako spisovatel a dosáhl mezinárodního uznání. Proslul také jako sběratel umění a své hodnotné sbírky umístil ve svém vídeňském paláci, který byl zároveň významným společenským centrem. V letech 1913–1916 zastával funkci císařského nejvyššího komořího. Byl rytířem Řádu zlatého rouna a nositelem Řádu znovuzrozeného Polska.

## Životopis
Pocházel ze starého šlechtického polského rodu připomínaného od 12. století, hraběcí titul pro Halič byl v Rakousku potvrzen v roce 1783. Narodil se ve Vídni jako syn hraběte Kazimíra (Kazimierze) Lanckorońského (1802–1874), c. k. tajného a dvorního rady. Po matce Vandě Leonii, rozené Potocké (1821–1893), měl příbuzenské vazby i na ruskou šlechtu. Matka se po ovdovění podruhé provdala za hraběte Karla Vitzthuma z Eckstädtu (1819–1895), který byl původně saským diplomatem a později rakousko-uherským vyslancem v Belgii (1868–1872).

### Cestovatel a archeolog

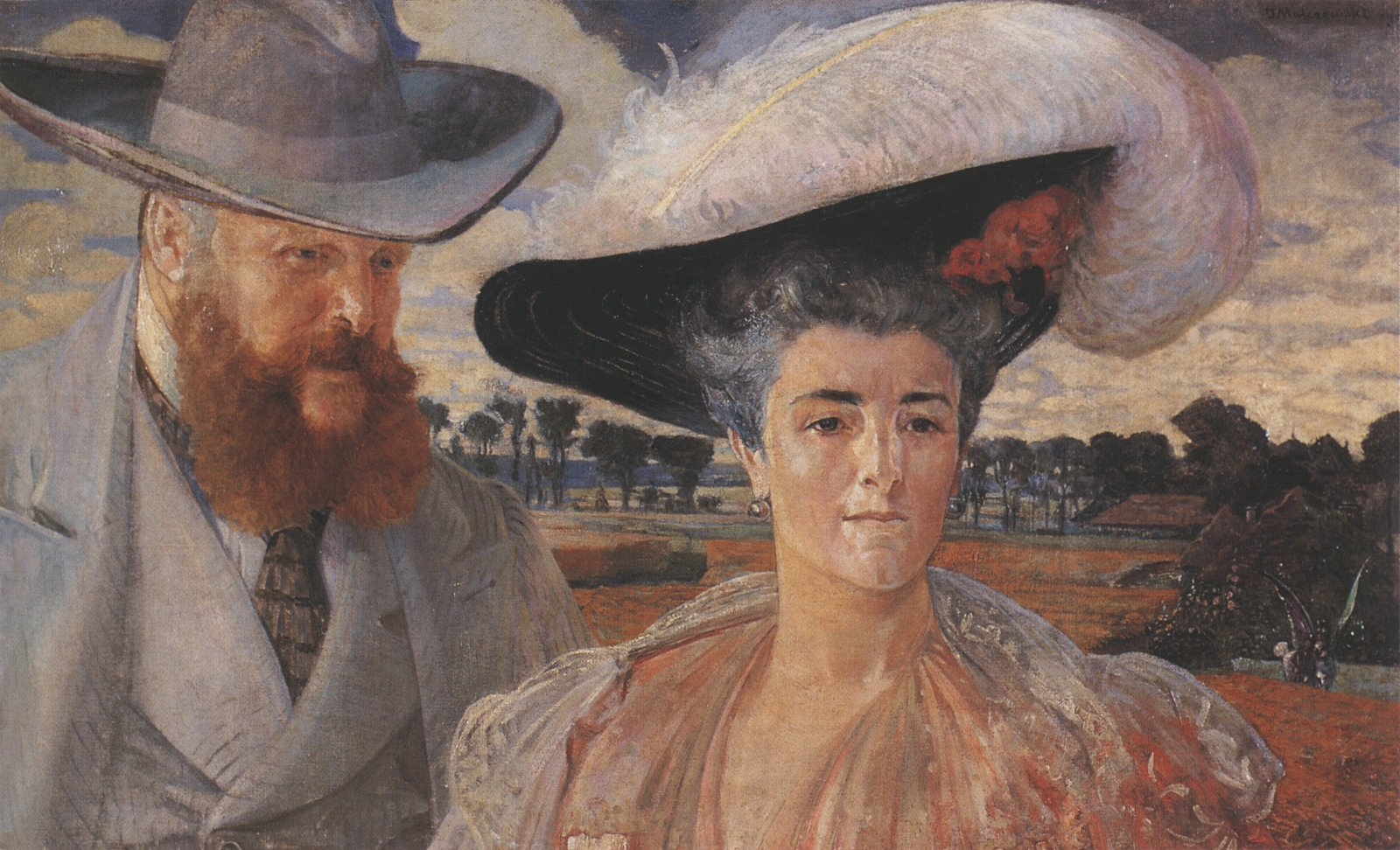
Portrét hraběte Karla Lanckorońského a jeho třetí manželky hraběnky Margarety, rozené Lichnovské z Voštic (Jacek Malczewski, 1905)

Po absolvování prestižního Skotského gymnázia ve Vídni pokračoval ve studiu na vídeňské univerzitě, v roce 1873 dosáhl titulu doktora práv. Poté pobýval v Londýně a také u své matky, která po druhém sňatku trvale žila v Paříži. V roce 1874 procestoval Itálii, v následujícím roce Řecko, Španělsko a Egypt. V roce 1877 navštívil Palestinu a Sýrii, přes západní Evropu pak přejel do Anglie, po níž následoval pobyt v zemích severní Evropy. Po roce 1882 vedl a financoval dvě archeologické expedice v Malé Asii za účasti řady odborníků z různých oborů (Wilhelm von Hartel, Eugen Petersen), ale také fotografů a malířů (Jacek Malczewski, Hans Makart). Obsáhlý průzkum významných archeologických lokalit publikoval v dvoudílné knize Städte Pamphyliens und Pisidiens vydané ve Vídni a později přeložené do několika jazyků. V letech 1888–1889 procestoval Indii, Japonsko a USA. Poznatky z této cesty shrnul v knize Rund um die Erde (1891). V roce 1891 pobýval v Řecku a Albánii, další významnou cestu podnikl v roce 1912 na Island a do Skotska. Ještě ve vysokém věku v roce 1929 navštívil Španělsko a Portugalsko. Mezitím pravidelně každoročně pobýval v Itálii a svůj zájem o starobylé památky projevil financováním obnovy akvilejské katedrály podpořené odborně pojatým spisem Der Dom zu Aquileia. Sein Bau und seine Geschichte. Unter Mitwirkung von Georg Niemann und Heinrich Swoboda, herausgegeben von Karl Grafen Lanckoroński (1906). Po první světové válce se jako donátor a odborný poradce podílel na obnově polského královského hradu Wawel v Krakově.

### Politik a dvořan
Po otci zdědil v roce 1874 místo v rakouské Panské sněmovně. V roce 1878 byl jmenován c. k. komořím a v roce 1897 obdržel titul tajného rady. Jako iniciátor archeologického průzkumu na Středním Východě dosáhl mezinárodního uznání a získal čestné doktoráty na univerzitách v Berlíně a Krakově. Stal se též členem různých vědeckých institucí v několika evropských zemích a působil také jako poradce na rakouském ministerstvu vnitra a kultu. V letech 1913–1916 zastával funkci nejvyššího komořího císařského dvora. Do kompetencí tohoto úřadu spadala mimo jiné správa habsburských uměleckých sbírek. Kvůli první světové válce nemohl Lanckoroński realizovat své záměry a na funkci rezignoval v roce 1916, od té doby žil převážně v soukromí. Byl také nositelem několika řádů a vyznamenání, v roce 1903 byl jmenován rytířem Řádu zlatého rouna. Za zásluhy v obnově kulturních památek získal v roce 1928 Řád znovuzrozeného Polska.

### Majetek

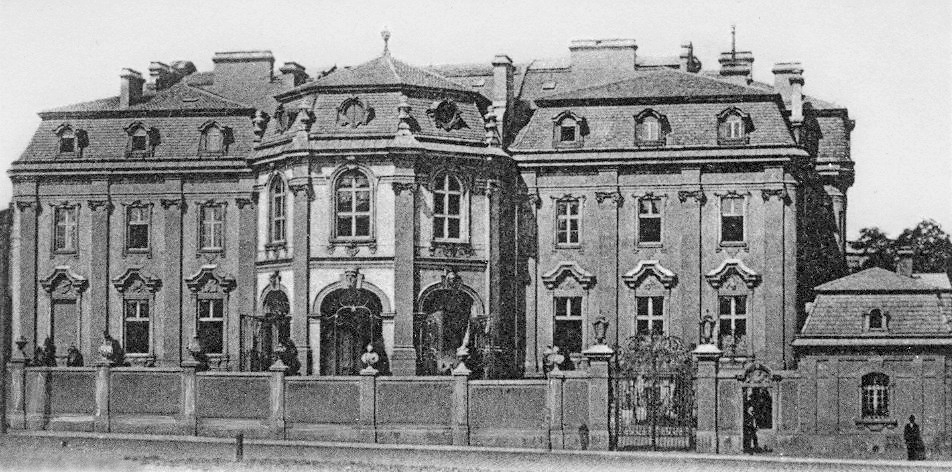
Palác Lanckoroński ve Vídni

Po otcově úmrtí zdědil rozsáhlá panství na dnešní Ukrajině (Komarno, Rozdoł, Jagielnica) s rozlohou přibližně 15 000 hektarů půdy, dále pak panství Vladislav poblíž Krakova s výměrou necelých 1 800 hektarů. Menší majetek vlastnil také ve Štýrsku, kde mu na velkostatku Frauenwald patřilo přes 2 700 hektarů půdy. Na velkostatku Jagielnica se nacházel jeden z největších hřebčínů v Polsku, který byl významným dodavatelem koní pro rakousko-uherskou armádu. Kromě toho velkostatky v Polsku a na Ukrajině provozovaly řadu průmyslových podniků, pivovary, mlýny, cihelny nebo pily. K velkým ztrátám na majetku došlo během první světové války, poté ale Karel Lanckoroński investoval značné částky do obnovy. Na velkostatku Rozdoł bylo venkovské rodinné sídlo přestavěné v letech 1874–1880 v novorenesančním slohu.
Hlavním sídlem ve Vídni se stal dnes již neexistující novobarokní palác v ulici Jacquingasse 16 poblíž Belvederu. Honosná novostavba vznikla v letech 1894–1895 podle projektu tehdy módního ateliéru Fellner a Helmer. Palác byl určen především pro umístění bohatých uměleckých sbírek, zatímco ubytovací kapacity pro rodinu Lanckorońských zde byly minimální. Hrabě Karel část uměleckých sbírek zdědil po předcích, větší část byla ale výsledkem jeho vlastních akvizic. Nejvýznamnější část tvořila hodnotná kolekce italského malířství ze 14.–19. století, dále byly zastoupeny práce španělských a holandských mistrů z doby renesance a baroka. Vzhledem k osobním zájmům hraběte Karla zde byly soustředěna i řada předmětů ze starověku. Pro širší veřejnost byly sbírky zpřístpněny jen výjimečně, palác ale na počátku 20. století patřil ve Vídni k významným centrům společenského života a vyhledávaným salónům pro setkávání umělců a intelektuálů. Po anšlusu Rakouska byly umělecké sbírky pod osobním dohledem Adolfa Hitlera převezeny na několik míst v Německu. Paradoxně tím byly zachráněny, protože Lanckorońského palác byl na konci druhé světové války vážně poškozen bombardováním. Později byl zbořen a na jeho místě byl postaven hotel. Lanckorońského sbírky jsou dnes rozptýleny v různých muzeích po celé Evropě.

### Rodina

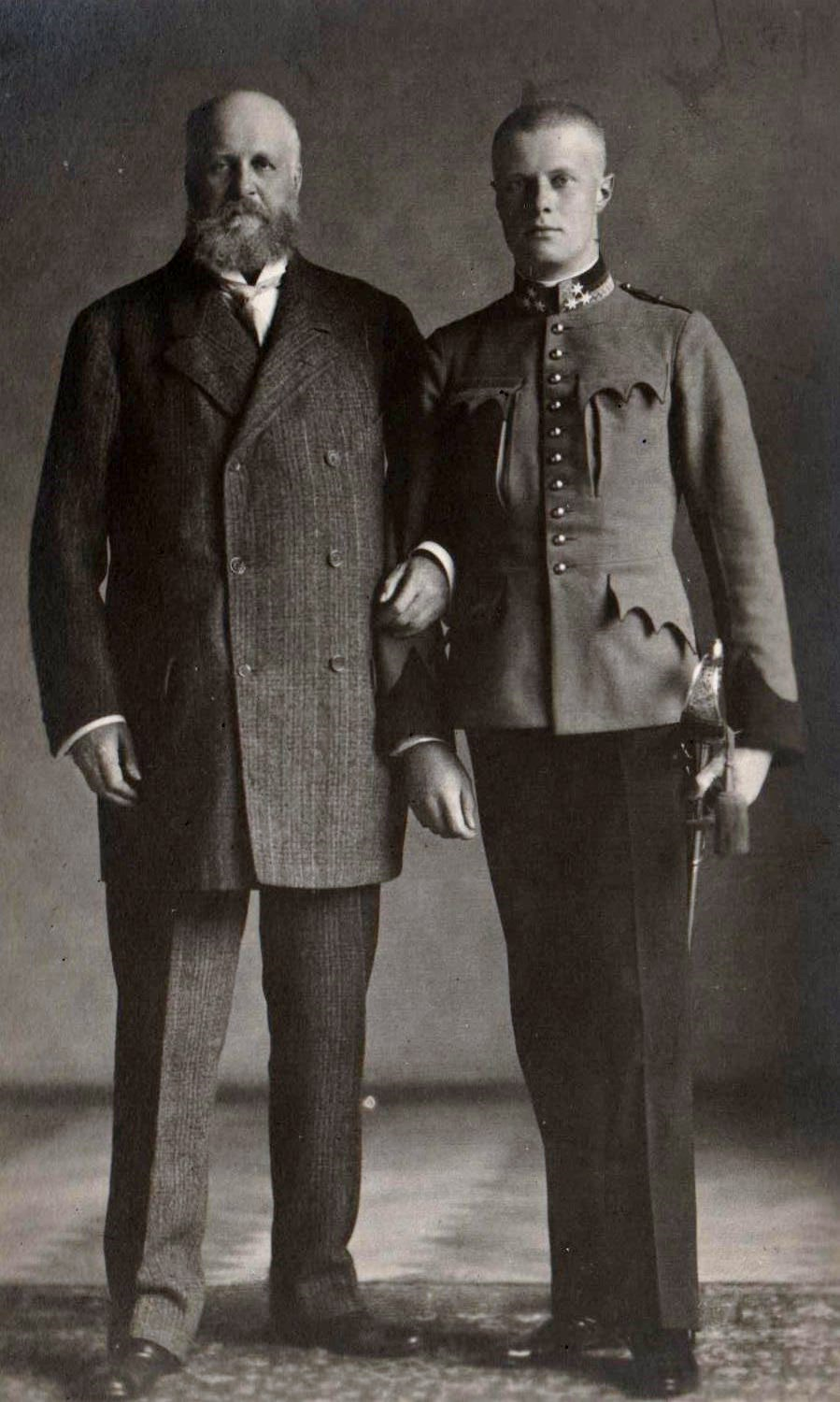
Hrabě Karel Lanckoroński se synem Antonínem

Karel Lanckoroński byl celkem třikrát ženatý. Poprvé se oženil v roce 1878 se starohraběnkou Marií Leopoldinou ze Salm-Reifferscheidtu (1859–1897), dcerou knížete Huga Karla Salm-Reifferscheidta (1832–1890). Manželství bylo bezdětné a v roce 1882 bylo rozvedeno, ještě téhož roku se Marie podruhé provdala za hraběte Marka Bombellese. Karel vzhledem ke svým cestám po světě zůstal delší dobu svobodný, podruhé se oženil až v roce 1892 ve Vídni s hraběnkou Františkou Xaverií Attemsovou (1861–1893), dcerou hraběte Antonína Attemse, poslance říšské rady a dolnorakouského zemského sněmu. Františka byla dámou Řádu hvězdového kříže, zemřela ve věku 32 let po porodu syna Antonína. Třetí manželkou Karla Lanckorońského se stala česká hraběnka Margareta Eleonora Lichnovská (1863–1954), c. k. palácová dáma, dáma Řádu hvězdového kříže a čestná dáma Maltézského řádu, dcera knížete Karla Lichnovského (1819–1901). Svatba se konala v roce 1897 na zámku Hradec nad Moravicí, kam k Lichnovským později Lanckoroński i později příležitostně zajížděl. Udržoval blízké kontakty se svým švagrem, knížetem Karlem Maxem Lichnovským (1860–1928), který byl diplomatem a také sběratelem umění. Ze třetího manželství Karla Lanckorońského se narodily dvě dcery. Mladší z nich, Karolína (1898–2002), vynikla účastí v protifašistickém odboji a později se prosadila jako spisovatelka. V roce 1967 založila ve Švýcarsku nadaci Lanckoronski Foundation se zaměřením na ochranu polského kulturního dědictví rozptýleného po Evropě.
Jeho strýc Karel Michal Lanckoroński (1799–1863) patřil též k významným mecenášům umění a v letech 1849–1863 byl cíařským nejvyšším komorníkem.